# Can Lluís (Bigues)
Can Lluís és una masia del veïnat de Vallroja i el Pla, a Bigues, en el terme municipal de Bigues i Riells, a la comarca catalana del Vallès Oriental.
Està situada en el veïnat de Vallroja i el Pla, al nord-oest del Rieral de Bigues, a llevant del Pla del Vermell. És la casa situada més al sud-oest del veïnat. Format aquest veïnat amb les masies de Can Benet, Can Joan, Can Lleuger, Can Margarins i Ca l'Oncle, quasi agrupades, Can Vermell i les restes de Can Puça una mica més al sud, i Can Piler, més al nord-est.
Datable al segle xix, és una masia relativament moderna, malgrat el seu estat actual d'abandonament i ruïna parcial.
Està inclosa en el Catàleg de masies i cases rurals de Bigues i Riells.
El seu accés és per una pista rural en bon estat que arrenca cap al nord-est del punt quilomètric 23,8 de la carretera BP-1432, a prop de l'extrem nord del Rieral de Bigues. En 750 metres seguint aquesta pista s'arriba es passa ran i a ponent de Can Lluís.